# Wera Kasimirowna Ketlinskaja

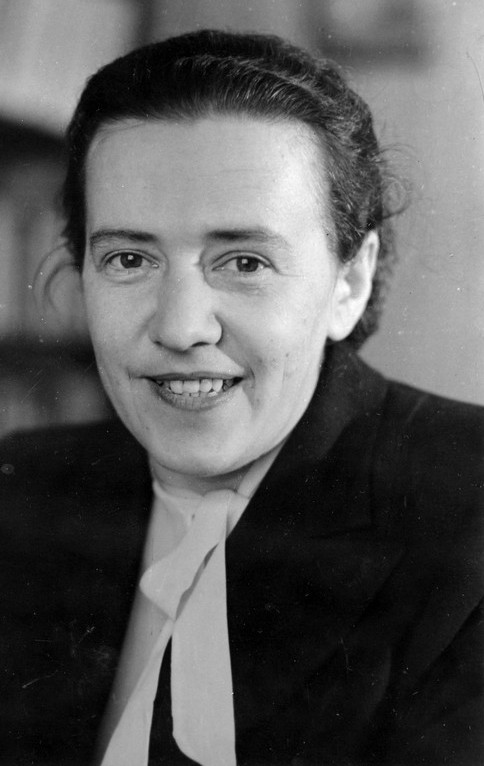
Wera Kasimirowna Ketlinskaja (1948)

Wera Kasimirowna Ketlinskaja (russisch Вера Казимировна Кетлинская; * 28. Apriljul. / 11. Mai 1906greg. in Sewastopol; † 23. April 1976 in Leningrad) war eine sowjetische Schriftstellerin.

## Leben
Ketlinskajas polnischer Vater Kasimir Ketlinski war Artillerie-Offizier der Schwarzmeerflotte, kommandierte am Ende des Ersten Weltkriegs die Schiffsabteilung in Murmansk und wurde nach der Oktoberrevolution im Januar 1918 dort von Unbekannten erschossen.
Ketlinskaja begann als Dreizehnjährige in einer Fabrik der Roten Armee zu arbeiten. Sie arbeitete ab 1920 für den Komsomol und die Partei in Murmansk, Petrosawodsk und Olonez. Ab 1923 lebte sie in Leningrad, studierte im Institut für Außerschulische Bildung und arbeitete in einer Textilfabrik und im Staatsverlag Gosisdat. Parteimitglied wurde sie 1927.
Das erste literarische Produkt Ketlinskajas war eine der Arbeiterjugend gewidmete Novelle, die 1929 erschien. Dann veröffentlichte sie auch unter dem Pseudonym W. Petrow. Bei einem Schulbesuch 1930 mit dem Redaktionskollegium der Monatszeitschrift Josch für Schüler im Alter der Leninpioniere wies sie mit Überzeugung den Schulleiter auf die Wichtigkeit der Zeitschrift für den Unterricht und die Bedeutung der Leninpioniere hin, wie sich Jewgeni Schwarz erinnerte. Sie wurde 1936 aus dem Schriftstellerverband der UdSSR ausgeschlossen und 1939 wieder aufgenommen. Sie schrieb weiter Romane.
Ketlinskajas ideologisch fundierte Werke über die Erbauer der neuen kommunistischen Gesellschaft wurden von der Parteiführung anerkannt. Im Deutschen Angriffskrieg gegen die Sowjetunion gehörte sie im blockierten Leningrad zu den führenden Personen an der sogenannten ideologischen Front. Von Juni 1941 bis Juni 1942 war sie verantwortliche Sekretärin der Leningrader Abteilung des Schriftstellerverbands. Nach dem Krieg wurden auf der Grundlage ihrer Werke regelmäßig im ganzen Land Hörspiele im Hörfunk ausgestrahlt.
Ketlinskaja lebte in einer Datsche in Komarowo und im Haus Nr. 9 an der Gribojedow-Kanal-Uferstraße, in dem zu verschiedenen Zeiten viele Schriftsteller wohnten: Olga Forsch, Weniamin Kawerin, Wjatscheslaw Schischkow, Iwan Sokolow-Mikitow, Michail Soschtschenko, Pawel Luknizki, Georgi Wenus, Jewgeni Schwarz, Sergei Semjonow, Michail Kosakow, Leonid Borissow, Leonti Rakowski, Juri German, Boris Licharew, Ilja Awramenko, Nikolai Braun, Marija Komissarowa, Wissarion Sajanow, Wsewolod Roschdestwenski u. a.
Zur Klärung des Schicksals ihres zu Unrecht als Weißgardisten verdächtigten Vaters sammelte Ketlinskaja Dokumente und veröffentlichte 1972 in der Zeitschrift Nowy Mir einen entsprechenden Artikel, der eine heftige Gegenkampagne auslöste. Eine Kommission des Leningrader Stadtkomitees der KPdSU prüfte den Fall und bestätigte Ketlinskajas Darstellung. Trotzdem wurde sie weiter heftig kritisiert, während Fjodor Abramow, Daniil Granin, Juri Rytcheu u. a. sie verteidigten.
Ketlinskaja war dreimal verheiratet und hatte zwei Söhne. Sie starb am 23. April 1976 in Leningrad und wurde auf dem Friedhof in Kemarowo begraben.

## Ehrungen, Preise
- Medaille „Für die Verteidigung Leningrads“
- Medaille „Für heldenmütige Arbeit im Großen Vaterländischen Krieg 1941–1945“
- Stalinpreis III. Klasse (1948)[4]
- Orden des Roten Banners der Arbeit (1956)
- Medaille „Zum 250-jährigen Jubiläum Leningrads“